# المعازيب ومحمد حسن (حفاش)

تعديل مصدري - تعديل

المعازيب ومحمد حسن هي إحدى قرى عزلة بني مأمون بمديرية حفاش التابعة لمحافظة المحويت، بلغ تعداد سكانها 119 نسمة حسب تعداد اليمن لعام 2004.